# Ильинские
Ильи́нские — графы королевства Галицкого и русский дворянский род.
Фамилия Ильинских польского происхождения, и была известна на Волыни в начале XVII века. Одна ветвь её, поселившаяся в воеводстве Смоленском, поступила в русское подданство по возвращении Смоленска России. Из волынской ветви Ильинских, русский сенатор Август Иванович возведен был императрицей Марией-Терезой 2 июня 1779 года в графское достоинство королевства Галицкого.
Притязал на происхождение от польского рода Илинских, герба Корчак.
Кирилл Григорьевич Ильинский и его сын Савва выехали, во время войны 1650-х гг. из Польши в Белгород.
Их потомство внесено в VI часть родословной книги Курской губернии. Существует также около 40 родов Ильинских более позднего происхождения.

## Описание герба
В красном поле три серебряных горизонтальных реки, из коих верхняя длиннее, а нижние одна другой короче.
Щит увенчан дворянскими шлемом и короной. Нашлемник: три страусовых пера. Намёт на щите красный, подложенный серебром. Щит держат два льва. Герб рода Ильинских внесён в Часть 6 Общего гербовника дворянских родов Всероссийской империи, стр. 138.